# Robin Hood (2018)
Robin Hood ist ein US-amerikanischer Abenteuerfilm von Otto Bathurst, der am 21. November 2018 in die US-amerikanischen und am 10. Januar 2019 in die deutschen Kinos kam.

## Handlung
Der junge Lord Robin von Loxley lernt die schöne Marian kennen, als diese aus seinen Ställen ein Pferd entwenden will, um einem mittellosen Bauern zu helfen. Sie verlieben sich ineinander und verbringen eine unbeschwerte gemeinsame Zeit, bis Robin im Rahmen seiner Lehnspflicht aufgefordert wird, mit einem englischen Heer an einem Kreuzzug teilzunehmen. Marian verspricht, auf ihn zu warten.
Vier Jahre später kämpft Robin in Arabien und ist von den zahlreichen Grausamkeiten auf beiden Seiten angewidert. Als arabische Kriegsgefangene im christlichen Lager in Reihe hingerichtet werden, tritt er dazwischen, um den Sohn eines ebenfalls gefangenen Mannes zu retten. Das misslingt, lediglich dem Vater gelingt mit Robins Hilfe die Flucht. Nur wegen seiner adligen Abstammung entgeht Robin dem Todesurteil und wird zurück nach England geschickt. Dort muss er feststellen, dass seine Burg verwaist ist und seine Ländereien beschlagnahmt wurden. Ordensbruder Tuck, an den er sich wendet, erklärt ihm, dass er vor zwei Jahren durch den Sheriff von Nottingham für tot erklärt wurde. Marian musste, nachdem Robins Anwesen beschlagnahmt wurde, wie viele andere in die Minen Nottinghams gehen. Robin eilt dorthin, wo er sieht, wie Marian einen anderen Mann küsst. In diesem Moment taucht der Araber, dessen Flucht Robin ermöglicht hat, auf. Er ist Robin gefolgt, um zusammen mit ihm den Krieg zu beenden und Rache für den Tod seines Sohnes zu nehmen. Robin war der einzige, der während des gesamten Kriegs erkennen ließ, dass er ein Herz hat. Nach einigem Misstrauen beschließt Robin, dem sich John nennenden Mann zu vertrauen. John schlägt vor, dem Sheriff die finanziellen Mittel für seine Macht zu entziehen. Dafür bringt der einarmige John Robin zahlreiche Tricks bei und verschafft ihm geeignete Waffen und Kleidung. Robin stellt sich tagsüber mit dem Sheriff gut, um hinter seine Pläne zu kommen und nicht aufzufallen, während er nachts stiehlt. Marian erzählt er davon nichts.
Tatsächlich gewinnt Robin durch großzügige Spenden und freiwillige Steuerzahlung rasch das Vertrauen des Sheriffs, während er das gestohlene Geld an das gebeutelte Volk verteilt. Als er jedoch zusammen mit John versucht, in die Schatzkammer einzudringen, beschließt ein Kardinal aus Rom, nach Nottingham zu kommen und nach der Kriegskasse zu sehen. Bei einem Kostümball bemerkt Robin, dass auch Marian und Tuck etwas planen. Er verunglimpft Tuck, erringt das Vertrauen des Kardinals und wird in dessen Pläne eingeweiht: Er und der Sheriff unterstützen die Araber, um den Krieg zu verlängern und weiterhin finanziell davon zu profitieren, indem sie dem Volk Geld vorgeblich für den Krieg abpressen. Marian hat währenddessen belastende Dokumente entwendet. Ihr Gefährte Will Scarlet will diese nicht nutzen, da er über Verhandlungen mit dem Sheriff das Leid des Volkes mildern will. In diesem Moment werden die Minen überfallen: Der Sheriff will sie ausplündern, um das gestohlene Geld auszugleichen, und lässt alle, die Widerstand leisten, erschlagen. Robin und John kommen zu spät für eine Warnung, können aber Marian retten. Sie erkennt dabei, um wen es sich bei Robin Hood handelt. Um Robin zu retten, stürzt sich John den Angreifern entgegen und wird gefangen genommen. In dem aufkommenden Konflikt innerhalb des Volkes, ob es besser fliehen oder kämpfen soll, verbünden sich Robin und Will, da sie für die gleiche Sache kämpfen. Sie wollen das Geld vor seinem Abtransport, während es gesegnet wird, stehlen. Dies gelingt zwar, aber als der verletzte Will nicht auftaucht, kehrt Robin zurück, um ihn zu suchen. Konfrontiert mit der Gewalt, die ihn an die Kreuzzüge erinnert, bietet Robin seine Verhaftung an, um das Morden zu beenden. Unter die Wachen, die ihn vor den Sheriff bringen, hat sich der aus dem Kerker geflohene, verkleidete John gemischt. Während der überraschte, aber gefasste Sheriff Robin erzählt, was er jetzt mit ihm vorhat, greift John ein, befreit Robin und bekommt seine Rache, indem sein Antlitz das Letzte ist, was der Sheriff lebend sieht.
Zusammen mit dem Volk beschließen Robin, Marian, Tuck und John, sich in die Wälder von Sherwood zurückzuziehen, um dort als Gesetzlose zu leben. Will, der das Gefecht mit einer Brandwunde überlebt hat, arrangiert sich mit dem Bischof und steigt zum neuen Sheriff auf. Seine erste Maßnahme soll sein, Robin Hood zu fassen, welcher durch einen gezielten Schuss auf seinen eigenen Steckbrief zu erkennen gibt, dass er davon weiß.

## Produktion
Regie führte Otto Bathurst. Dieser erklärte: „Für mich geht es in dem Film darum, zu reflektieren, was gerade passiert, um damit der Menschheit, der Gesellschaft etwas zurückzugeben. Es gibt also einen Sinn für den Film, anstatt reine Unterhaltung zu sein.“ Der Subtext des Films, so der Regisseur, sei die Regierung, die Korruption und die Macht des Individuums, den Wandel in die Gesellschaft zu bringen. Die Produktion ist der erste Kinofilm des Regisseurs, der zuvor seit dem Jahr 2000 für das Fernsehen tätig war.
Produzenten des Films waren Jennifer Davisson und Leonardo DiCaprio.
Die Dreharbeiten fanden in Kroatien in der Stadt Dubrovnik und in der Gespanschaft Istrien sowie in Ungarn in der Hauptstadt Budapest und in der Kleinstadt Tura statt.
Die Filmmusik komponiert Joseph Trapanese. Der Soundtrack zum Film, der insgesamt 27 Musikstücke umfasst, wurde am 16. November 2018 von Sony Classical veröffentlicht.
Ein erster Teaser-Trailer wurde im Frühjahr 2018 veröffentlicht, ein offizieller Trailer folgte im Juli und ein weiterer Anfang August 2018. Der Film kam am 21. November 2018 in die US-amerikanischen und am 10. Januar 2019 in die deutschen Kinos. Die Weltpremiere war bereits am 11. November 2018 in New York.

## Rezeption

### Kritiken
In den englischsprachigen Medien erntete der Film ein durchweg schlechtes bis vernichtendes Echo. Basierend auf der Auswertung von 169 professionellen Kritiken ermittelte Rotten Tomatoes eine Positivquote von gerade einmal 14 Prozent.
Birgit Roschy von epd Film meint, es fehle dem Film an jeder Art von Schlüssigkeit, und vom Assassin’s-Creed-Actiongetöse mit der Armbrust als Schnellfeuergewehr über Hurt-Locker-hafte Kriegsszenen, die Antifa- und Streetfighter-Attitüde des hippen Kapuzenträgers The Hood bis hin zu superheldischen Batman- und dystopischen Die-Tribute-von-Panem-Anleihen sei alles im Angebot. Nervtötend sei auch der anachronistische Kulissenmischmasch eines „modernen Mittelalters“ zwischen Fachwerk, Häuserschluchten und viktorianisch anmutenden Minen und Slums, so Roschy weiter: „Diesem ebenso engagierten wie planlosen Nonsens fehlt es sogar an unfreiwilliger Komik.“

### Einspielergebnis
Der Film spielte bei einem geschätzten Produktionsbudget von 100 Millionen US-Dollar lediglich 85,7 Millionen wieder ein. Unter Hinzurechnung der für einen Film dieser Kategorie üblichen Marketingkosten errechnete der Branchendienst Deadline Hollywood einen Gesamtverlust von 83,7 Millionen US-Dollar.

### Auszeichnungen
Nominiert für die Goldene Himbeere 2019 als:
- Schlechtester Film
- Schlechtester Nebendarsteller: Jamie Foxx
- Schlechteste Neuverfilmung oder Fortsetzung

## Synchronisation
Die deutschsprachige Synchronisation entstand nach einem Dialogbuch und der Dialogregie von Stephan Hoffmann durch die Cinephon.
| Darsteller        | Synchronsprecher          | Rolle                  |
| ----------------- | ------------------------- | ---------------------- |
| Taron Egerton     | Constantin von Jascheroff | Robin von Loxley       |
| Jamie Foxx        | Charles Rettinghaus       | Little John            |
| Ben Mendelsohn    | Torsten Michaelis         | Sheriff von Nottingham |
| Tim Minchin       | Axel Malzacher            | Bruder Tuck            |
| Scot Greenan      | Karim El Kammouchi        | Clayton                |
| Ian Peck          | Stephan Hoffmann          | Erzdiakon              |
| Paul Anderson     | Tim Moeseritz             | Guy von Gisbourne      |
| F. Murray Abraham | Reinhard Kuhnert          | Kardinal               |
| Cornelius Booth   | Martin Schmitz            | Lord Pembroke          |
| Jamie Dornan      | Till Endemann             | Will Scarlett          |